# Карабулак (Хобдинский район)
Карабулак (каз. Қарабұлақ) — упразднённое село в Хобдинском районе Актюбинской области Казахстана. Входило в состав Акрабского сельского округа. Ликвидирован в 2012 г. Код КАТО — 154233300.

## Население
В 1999 году население села составляло 224 человека (109 мужчин и 115 женщин). По данным переписи 2009 года, в селе проживало 45 человек (30 мужчин и 15 женщин).